# Weber Faster One
De Weber Faster One is een supercar van de Zwitserse automobielconstructeur Weber.

## Prestaties
Optrekken tot 100, 200 en 300 km/h gaat in 2,5 - 6,6 en 16,2 seconden. Ter vergelijking: een Bugatti Veyron EB16.4 doet hier 2,3 - 6,3 en 15,9 seconden over. Om deze prestaties mogelijk te maken, is de auto zeer licht. Het frame is van vliegtuigaluminium, de carrosserie is volledig uit licht carbon vervaardigd.
Bugatti Veyron EB16.4 · Chrysler ME Four-Twelve · Koenigsegg Agera · Koenigsegg CCXR · Lotec Sirius · Melling Hellcat · SSC Ultimate Aero TT · SSC Tuatara · Weber Faster One